# Кьяри, Пьетро
Пье́тро Кья́ри (Пьетро Киари, итал. Pietro Chiari; 25 декабря 1712, Брешиа — 31 августа 1785, там же) — аббат, итальянский поэт и романист.
Жил в Венеции; автор многочисленных комедий в стихах, сделавших его серьёзным соперником Гольдони и Гоцци, по живости и сценичности фабулы; но стиль его (согласно ЭСБЕ) «невыдержанный и подчас аффектированный». Из его романов, большей частью неудачных, лучше всего «Bella Pellegrina», написанная в подражание «Ecossaise» Вольтера. Его драматические произведения изданы в Венеции и Болонье (1759—1762).